# Sanguisorba canadensis
Espèce
Classification phylogénétique
Sanguisorba canadensis, la Sanguisorbe du Canada (en anglais : American great burnet), est une espèce de plantes à fleurs de la famille des rosacées.

## Description

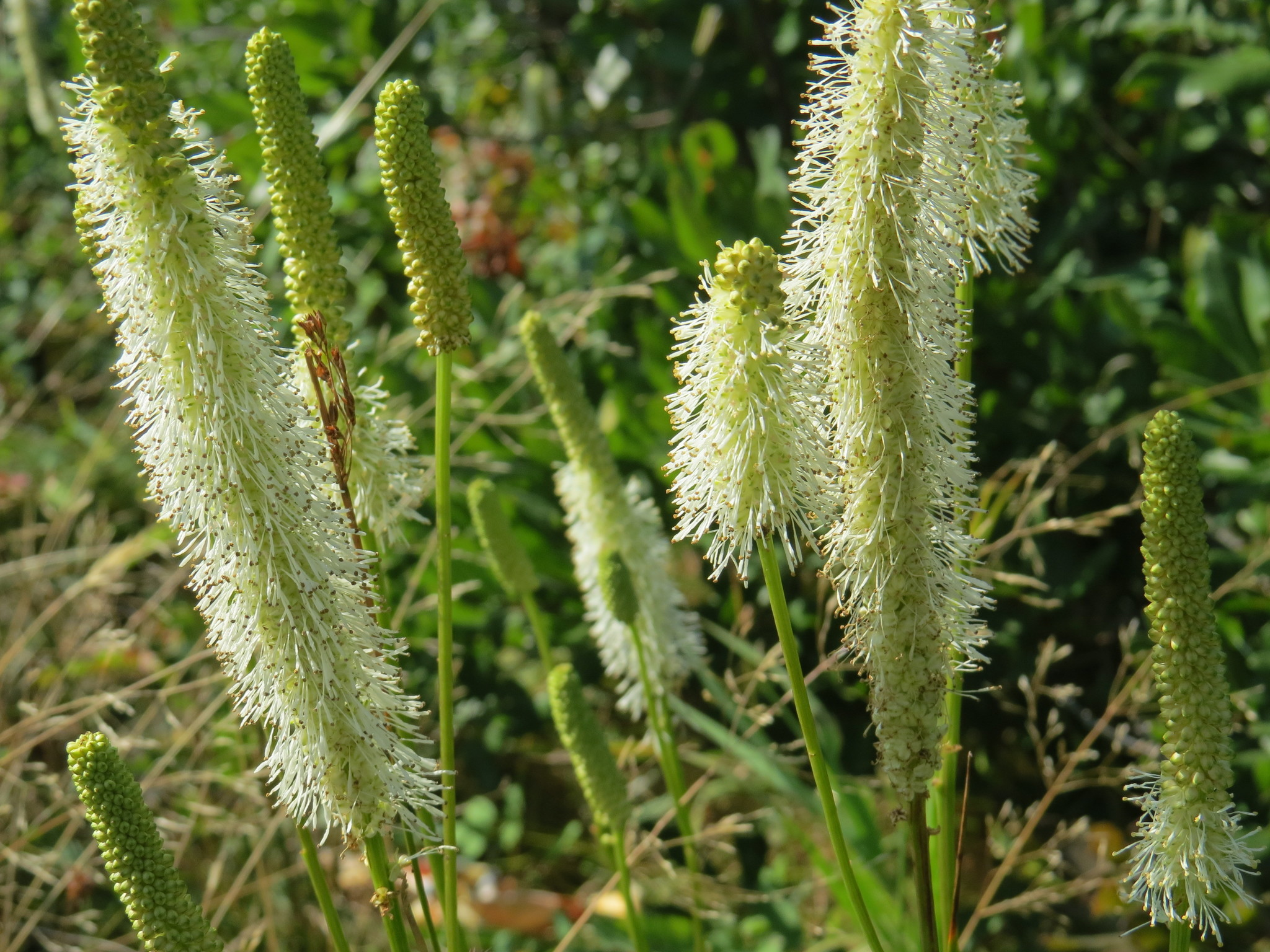
Sanguisorbe du Canada en fleurs.

C'est une plante herbacée vivace. La tige longue de 30 à 200 cm se termine par un épi floral fleurissant en été de la base au sommet ; les feuilles comportent 7 à 17 folioles et sont finement denticulées.

## Habitat
C'est une plante des lieux humides.

## Aire de répartition
Elle est très abondante et commune dans tout l'est du Québec, jusqu'au comté de Portneuf alors qu'elle est rare dans la région de Montréal.